# Потребительский кредит
Потреби́тельский креди́т — кредит, предоставляемый непосредственно гражданам (домашним хозяйствам) для приобретения предметов потребления. Такой кредит берут не только для покупки товаров длительного пользования (квартиры, мебель, автомобили и т. п.), но и для прочих покупок (мобильные телефоны, бытовая техника, продукты питания). Он выступает или в форме продажи товаров с отсрочкой платежа, или в форме предоставления банковской ссуды на потребительские цели, в том числе через кредитные карты. При этом взимается довольно высокий процент.
Обычно потребительскому кредиту сопутствуют дополнительные комиссии и сборы, которые увеличивают реальную стоимость кредита и формируют так называемую скрытую процентную ставку. Поэтому выбор кредита в том или другом банке, исходя из объявленной процентной ставки по кредиту, может быть не всегда наилучшим. В этом случае следует руководствоваться расчётом полной стоимости кредита (эффективной процентной ставки).
Ввиду вступившего в силу Федерального закона от 21 июля 2014 г. N 229-ФЗ «О внесении изменений в статью 6 Федерального закона „О потребительском кредите (займе)“» все банки в РФ должны раскрывать эффективные ставки по кредитам. Другими словами, банки должны раскрывать полную стоимость своих кредитов с учётом всех дополнительных платежей и комиссий. Несомненно, этот факт защищает интересы заёмщиков. Перед тем, как заключить договор, клиент имеет полную информацию обо всех платежах по кредитному договору, о размерах комиссий и сроках уплаты, что позволяет рассчитать свои финансовые возможности для грамотного приобретения товара в кредит.
Часто конкретные условия кредитного договора зависят не только от самого банка, но и от связки банк-продавец. Как правило, долгосрочные отношения с банками-партнёрами позволяют реселлерам оказывать влияния на формирование кредитных предложений и краткосрочных акций, реализуемых в торговых сетях.
К категории потребительских кредитов относятся также рассрочки. В этом случае часть процентного долга погашается за счёт скидки, предоставляемой торговой компанией.
Наблюдается тенденция ослабления требований, предъявляемых к нуждающемуся в кредите клиенту. Так, в некоторых Интернет-магазинах появляются предложения online-кредита.

## Виды потребительских кредитов
- Целевые и нецелевые — кредиты могут оформляться на покупку определённых товаров и тратиться на усмотрение заёмщика.
- С обеспечением или без — кредиты с обеспечением выдаются под залог имущества или под поручительство.
- По сроку погашения долга — выделяют кратко-, средне- и долгосрочные займы.
- По кредитору — банковские и небанковские займы.

## Плюсы и минусы покупки товара в кредит

### Плюсы
- покупка в кредит спасает от возможности подорожания товара в будущем;
- покупка в кредит спасает от возможности исчезновения товара с прилавков;
- покупка в кредит позволяет купить на месте товар нужной модификации, при условии, что он есть в наличии;
- покупка в кредит позволяет купить вещь в момент её наивысшей актуальности для покупателей;
- покупка в кредит позволяет оплачивать товар несущественными платежами на протяжении нескольких месяцев.

### Минусы
- процент по кредиту существенно увеличивает стоимость товара;
- самым существенным психологическим недостатком покупки в кредит можно назвать истечение периода первоначального удовольствия от покупки в то время, как платежи по кредиту необходимо платить ещё много месяцев;
- велик риск заплатить кредитному учреждению гораздо большую сумму за пользование кредитом, чем кажется на первый взгляд — зачастую банки в России маскируют реальную процентную ставку.